# Sainte-Urielle
Pour les articles homonymes, voir Urielle.
La paroisse de Sainte-Urielle, enclavée dans l'évêché de Saint-Malo faisait partie du doyenné de Bobital relevant de l'évêché de Dol et était sous le patronage de sainte Urielle.
Elle a été absorbée par la paroisse de Trédias en 1819.